# De werkgever
De werkgever is een hoorspel van Andries Poppe. De NCRV zond het uit op 10 oktober 1977, van 22:44 uur tot 23:00 uur, als eerste in een thematische reeks over de mens en zijn arbeid. De regisseur was Ab van Eyk. Op 7 februari 1987 zond de Westdeutscher Rundfunk dit hoorspel uit onder de titel Der Arbeitgeber.

## Rolbezetting
- Hans Karsenbarg (de werkgever)
- Frans Somers (de werknemer)

## Inhoud
Een directeur van een knopenfabriek spreekt tegenover een oudgediende in het bedrijf op openhartige wijze zijn bezorgdheid uit over de economische crisis en de toenemende laksheid van het personeel. Er zal iets moeten gebeuren, er zullen slachtoffers moeten vallen. Achter de openhartigheid openbaart zich harteloosheid. Het kan hem niets schelen wat er gebeurt, als zijn fabriek maar blijft draaien…